# Ceratozamia latifolia
Ceratozamia latifolia es una especie de cícada de la familia Zamiaceae que es endémica de Querétaro, Hidalgo y San Luis Potosí en México. Habita en las zonas de bosques nublados de robles de la  en la Sierra Madre Oriental.